# شعيب المويزري
شعيب شباب قديفان المويزري الرشيدي (1 ديسمبر 1959 -)؛ سياسي كويتي، وزير سابق، ونائب في مجلس الأمة الكويتي، وحاصل على دبلوم علوم الشرطة في عام 1982 كما حصل أيضًا على ماجستير في علوم الشرطة، وعمل في وزارة الداخلية حتي وصل إلى رتبة عقيد وتقاعد وتفرغ للعمل السياسي.

## حياته السياسية
بدأ شعيب المويزري الدخول إلى معترك الحياة السياسية بالترشح لانتخابات مجلس الأمة، فانتخب عضوًا بمجلس الأمة في عام 2009 حيث حل بالمركز السابع في الدائرة الرابعة بمجموع أصوات 12,385 صوت، وإنتخب مرة أخرى في عام 2012 وحصل أيضًا على المركز السابع في الدائرة الرابعة بمجموع أصوات 10,781 صوت، وتم تعيينه بمنصب وزير الدولة لشؤون الإسكان ووزير الدولة لشؤون مجلس الدولة في برلمان 2012 وهو ما يعرف في الكويت باسم الوزير المحلل، وإنتخب في عام 2016 وحل في المركز السادس في الدائرة الرابعة بمجموع أصوات 3,528 صوت، وحفلت حياته كوزير سابق ونائب في مجلس الأمة الكويتي بالكثير من الإنجازات السياسية التي جعلت منه واحد من أهم الشخصيات التي تمتلك تأثيرًا في بلاده.

## السيرة البرلمانية
- شارك في انتخابات مجلس الأمة الكويتي في عام 2009 وفاز بالمركز السابع بالدائرة الرابعة بـ 12385 صوت. [3]
- شارك في انتخابات مجلس الأمة الكويتي في عام 2012 وحصل على المركز السابع في الدائرة الرابعة بـ10781 صوت.
- اختير الوزير المحلل في التشكيل الوزاري بمنصب وزير الدولة لشؤون الإسكان ووزير الدولة لشؤون مجلس الأمة.
- شارك في انتخابات مجلس الأمة الكويتي في عام 2016 وفاز وحصل على المركز السادس في الدائرة الرابع بـ 3528 صوت.[4]
- شارك في انتخابات مجلس الأمة الكويتي في عام 2020 وفاز بالانتخابات وحصل على المركز الأول بـ6200 صوت.

## عضويات
- تدرّج في وزارة الداخلية كضابط من رتبة ملازم إلى أن تقاعد برتبة عقيد.[5]
- انتدب للعمل على تطبيق قانون التجنيد الإلزامي الكويتي من عام 1984 لغاية 2003.
- تقلد عدة مناصب أثناء عمله بوزارة الداخلية.
- وزير الإسكان وشؤون مجلس الأمة السابق.

## أبرز مواقفه في مجلس الأمة

### مجلس الأمة 2009
| الكتل                                       | قبلي - مُستقل                         |
| اللجان                                      | لجنة الشؤون الداخلية والدفاع         |
| متورط في الإيداعات (2011)                   | غير متورط ولم تُحقق معه نيابة الأموال |
| شطب استجواب السعدون و العنجري (2011)        | غير موافق                            |
| طلب عدم التعاون مع ناصر المحمد (يونيو 2011) | مؤيد طلب عدم التعاون                 |
| طلب عدم التعاون مع ناصر المحمد (يناير 2011) | ضد الحكومة                           |
| استجواب الوزير أحمد العبد الله (2010)       | مع الاستجواب                         |
| إسقاط فوائد القروض الاستهلاكية (2010)       | موافق                                |

### مجلس الأمة 2016
| الكتل                                                    | قبلي - مُستقل                 |
| اللجان                                                   | لجنة الشؤون الداخلية والدفاع |
| استجواب الوزيرة هند الصبيح (يناير 2018)                  | مع الاستجواب                 |
| استجواب الوزير بخيت الرشيدي (2018)                       | ضد الاستجواب                 |
| استجواب الوزيرة هند الصبيح (مايو 2018)                   | مع الاستجواب                 |
| استجواب الوزير خالد الروضان (2019)                       | مع الاستجواب                 |
| استجواب الوزير محمد الجبري (2019)                        | ممتنع                        |
| استجواب الوزير نايف الحجرف (2019)                        | مع الاستجواب                 |
| استجواب الوزير براك الشيتان (2020)                       | ضد الاستجواب                 |
| استجواب الوزير أنس الصالح (أغسطس 2020)                   | مع الاستجواب                 |
| استجواب الوزير سعود هلال الحربي (أغسطس 2020)             | ضد الاستجواب                 |
| استجواب الوزير سعود هلال الحربي (سبتمبر 2020)            | ضد الاستجواب                 |
| استجواب الوزير أنس الصالح (سبتمبر 2020)                  | مع الاستجواب                 |
| تصويت فتح باب ما يستجد من أعمال (تعديل النظام الانتخابي) | موافق                        |

### مجلس الأمة 2020
قدم شعيب المويزري 4 استجوابات في مجلس الأمة 2020، الأول استجواب لوزير الخارجية أحمد ناصر المحمد الصباح من محور واحد وهي عدم احترام المادة 99 من الدستور والمادة 121 من اللائحة الداخلية لمجلس الأمة. أما الاستجواب الثاني لوزير المالية خليفة حمادة بنفس المحور. والاستجواب الثالث قدمه بالتعاون مع النائب صالح ذياب المطيري ضد رئيس مجلس الوزراء صباح الخالد الحمد الصباح من خمسة محاور. وقدم استجواب آخر لوزير الخارجية أحمد ناصر المحمد الصباح من أربعة محاور وهي الهدر وتبديد المال العام في وزارة الخارجية، مخالفة القوانين والتخبط الإداري، عدم حماية مصالح البلاد السياسية والامنية، مخالفة المعاهدات والمواثيق الدولية.
| استجواب الوزير حمد جابر العلي (يناير 2022)    | مع الاستجواب |
| استجواب الوزير أحمد ناصر الصباح (فبراير 2022) | مع الاستجواب |
| استجواب الوزير علي حسين الموسى (مارس 2022)    | مع الاستجواب |